# Glomera conglutinata
Glomera conglutinata är en orkidéart som beskrevs av Johannes Jacobus Smith. Glomera conglutinata ingår i släktet Glomera och familjen orkidéer. Inga underarter finns listade i Catalogue of Life.